# San Miguel Peras
San Miguel Peras è un comune del Messico, situato nello stato di Oaxaca.